# Unnur Brá Konráðsdóttir
Unnur Brá Konráðsdóttir, née le 6 avril 1974, est une femme politique islandaise.